# ITF Charleston
Das ITF Charleston (offiziell: LTP Tennis $100K) ist ein Tennisturnier der ITF Women’s World Tennis Tour, das in Charleston, South Carolina, Vereinigte Staaten ausgetragen wird.

## Siegerliste

### Einzel
| Jahr    | Kategorie | Siegerin            | Finalgegnerin    | Ergebnis      |
| ------- | --------- | ------------------- | ---------------- | ------------- |
| 2017    | $60.000   | Madison Brengle     | Danielle Collins | 4:6, 6:2, 6:3 |
| 2018    | $80.000   | Taylor Townsend (1) | Madison Brengle  | 6:0, 6:4      |
| 2019    | W100      | Taylor Townsend (2) | Whitney Osuigwe  | 6:4, 6:4      |
| 2020    | W100      | Mayar Sherif        | Katarzyna Kawa   | 6:2, 6:3      |
| 2021    | W100      | Claire Liu          | Madison Brengle  | 6:2, 7:66     |
| 2022    | W100      | Taylor Townsend     | Wang Xiyu        | 6:3, 6:2      |
| 2023 I  | W100      | Emma Navarro        | Peyton Stearns   | 2:6, 6:2, 7:5 |
| 2023 II | W100      | Emma Navarro        | Panna Udvardy    | 6:1, 6:1      |

### Doppel
| Jahr    | Kategorie | Siegerinnen                       | Finalgegnerinnen                     | Ergebnis          |
| ------- | --------- | --------------------------------- | ------------------------------------ | ----------------- |
| 2017    | $60.000   | Emina Bektas Alexa Guarachi (1)   | Kaitlyn Christian Sabrina Santamaria | 5:7, 6:3, [10:5]  |
| 2018    | $80.000   | Alexa Guarachi (2) Erin Routliffe | Louisa Chirico Allie Kiick           | 6:1, 3:6, [10:5]  |
| 2019    | W100      | Asia Muhammad Taylor Townsend     | Madison Brengle Lauren Davis         | 6:2, 6:2          |
| 2020    | W100      | Magdalena Fręch Katarzyna Kawa    | Astra Sharma Mayar Sherif            | 4:6, 6:4, [10:2]  |
| 2021    | W100      | Catherine McNally Storm Sanders   | Eri Hozumi Miyu Katō                 | 7:5, 4:6, [10:6]  |
| 2022    | W100      | Katarzyna Kawa Aldila Sutjiadi    | Sophie Chang Angela Kulikov          | 6:1, 6:4          |
| 2023 I  | W100      | Sophie Chang Angela Kulikov       | Ashlyn Krueger Robin Montgomery      | 6:3, 6:4          |
| 2023 II | W100      | Hailey Baptiste Whitney Osuigwe   | Nigina Abduraimova Carole Monnet     | 6:4, 3:6, [13:11] |